# Об'єднання товариств депортованих українців «Закерзоння»
До Об'єднання товариств депортованих українців «Закерзоння» входять суспільно-культурні товариства депортованих українців із Надсяння, Холмщини, Лемківщини, Західної Бойківщини.

## Історія
Перше товариство депортованих українців було створене наприкінці 1980-х у Львові, а потім і в інших регіонах — на Тернопільшині, Івано-Франківщині, на Волині. Це були об'єднання «Надсяння», «Лемківщина», «Холмщина», «Любачівщина» й інші. До їх складу яких увійшли українці, примусово виселені у 1944–1951 роках із українських етнічних земель, де вони були корінним населенням.
Ціллю таких організацій було згуртувати українців, спробувати відновити знищене українство внаслідок послідовної та продуманої антиукраїнської політики, яку провадив польський режим протягом усієї своєї історії. Це було нищення всіх матеріальних слідів української присутності на цих землях.
Після німецько-радянської війни кордон Радянського Союзу і східний кордон Польщі не збіглися з етнічною межею, відтак значна частина українських етнічних територій опинилася у складі повоєнної Польщі. На цих теренах, за офіційними даними, проживало понад 700 тисяч етнічних українців (галичани, і холмщаки, підлящуки, лемки).
1999 року більшість товариств, залишаючи при цьому статус юридичної свободи, утворила "Об'єднання товариств депортованих українців «Закерзоння».
Голова об'єднання — Середа Володимир Миколайович (1934 р. н, з 2000).

## Склад
До об'єднання входять:
1. Івано-Франківське обласне суспільно-культурне товариство «Бойківщина»,
2. Івано-Франківське обласне суспільно-культурне товариство «Надсяння»,
3. Львівське регіональне суспільно-культурне товариство «Надсяння»,
4. Львівське обласне суспільно-культурне товариство «Любачівщина»,
5. Львівське обласне суспільно-культурне товариство «Холмщина»,
6. Волинське обласне ветеранське громадсько-культурне товариства «Холмщина»,
7. Рівненське суспільно-культурне товариство «Забужжя» — громадська організація, зареєстрована у місті Рівному. Керівник — уродженець Холмщини Куделя Петро Іванович,[3]
8. Тернопільське обласне суспільно-культурне товариство «Надсяння».